# برتمب (قلعة قاضي)
برتمب (بالفارسية: برتمب) هي قرية تقع في إيران في قسم قلعة قاضي الريفي. يقدر عدد سكانها بـ 342 نسمة بحسب إحصاء 2016.